# 행크 매카미시 파빌리온
행크 매카미시 파빌리온(영어: Hank McCamish Pavilion)은 미국 조지아주 애틀랜타에 위치한 실내 경기장이다. 과거 NBA 애틀랜타 호크스의 홈경기장으로 사용했고, 2017년부터 2018년까지 WNBA 애틀랜타 드림의 임시 홈경기장으로 사용했다.